# Герб комуни Естра-Йоїнге
Герб комуни Естра-Йоїнге (швед. Östra Göinge kommunvapen) — символ шведської адміністративно-територіальної одиниці місцевого самоврядування комуни Естра-Йоїнге. 

## Історія
Герб комуни офіційно зареєстровано 1975 року.
Герби давніших адміністративних утворень, що увійшли до складу комуни, більше не використовуються.

Герб гераду Естра Йоїнге (1951-)
Герб ландскомуни Глімокра (1968–1970) Герб комуни Глімокра (1971–1973)

## Опис (блазон)
Щит перетятий, у верхньому срібному полі скошені навхрест дві зелені гілки пальми, у нижньому зеленому полі — скошені навхрест дві срібні гірничі кирки.

## Зміст
Сюжет герба походить з символів гераду Естра Йоїнге та комуни Глімокра.      